# A Chinese Odyssey Part Three
A Chinese Odyssey Part Three, é um filme honconguês de 2016 do gênero comédia e drama, dirigido por Jeffrey Lau. Foi lançado na China em 14 de setembro de 2016.

## Elenco
- Han Geng
- Tiffany Tang
- Jacky Wu Jing
- Karen Mok
- Juck Zhang
- Zhang Yao
- Wang Yibo
- Gillian Chung
- Xie Nan
- He Jiong
- Hu Jing
- Huang Zheng
- Jeffrey Lau
- Cho Seung-youn
- Zhou Yixuan
- Corey Yuen[4]